# Carma
Carma er en dansk eksperimentalfilm fra 1986 instrueret af Axel Gudmundsson.

## Handling
En kort film i ekspressionistisk stil om en præsts mordforsøg på en lille flue. Filmen skildrer årsagerne til og resultaterne af denne handling.